# Prospalta dolorosa
Prospalta dolorosa är en fjärilsart som beskrevs av Walker 1865. Prospalta dolorosa ingår i släktet Prospalta och familjen nattflyn. Inga underarter finns listade i Catalogue of Life.